# 제주특별자치도세계유산본부
제주특별자치도세계유산본부(濟州特別自治道世界遺産本部)는 제주특별법 제44조에 따라 세계자연유산 및 문화재의 보호·관리, 한라산 생물자원·연구 사업 등을 통하여 자연환경자원‧문화재 관리 강화 및 관광자원 활용 확대를 위하여 설치된 제주특별자치도청 소속기관이다.

## 같이 보기
- 제주특별자치도청